# Bignac
Bignac foi uma comuna francesa na região administrativa da Nova Aquitânia, no departamento de Charente. Estendia-se por uma área de 7,77 km². Em 2010 a comuna tinha 233 habitantes (densidade: 30 hab./km²).
Em 1 de janeiro de 2016, passou a formar parte da nova comuna de Genac-Bignac.